# Sega Meganet
Sega Meganet, também conhecido como Net Work System, era um serviço online para o Mega Drive no Japão e depois no Brasil. Utilizando acesso discado à Internet, o Meganet foi o primeiro serviço de jogos multijogador online da Sega e funcionava com base em pagamento para jogar. O sistema funcionava por meio do uso de um periférico chamado Mega Modem e oferecia vários títulos exclusivos que podiam ser baixados, e alguns podiam ser jogados competitivamente com amigos. Além disso, ele compartilhava tecnologia e equipamento com serviços mais sérios, como o Mega Anser, usado para fins bancários. Embora o sistema tenha sido anunciado para a América do Norte sob o nome renomeado "Tele-Genesis", ele nunca foi lançado para aquela região. No final das contas, o serviço Meganet teria vida curta, durando aproximadamente um ano antes de ser descontinuado, mas serviria como um precursor dos serviços Sega Channel e XBAND, bem como um predecessor dos serviços de jogos online para consoles de videogame. O feedback retrospectivo elogia a tentativa da Sega de introduzir jogos online, mas critica o serviço por seus problemas logísticos e falta de títulos.

## História

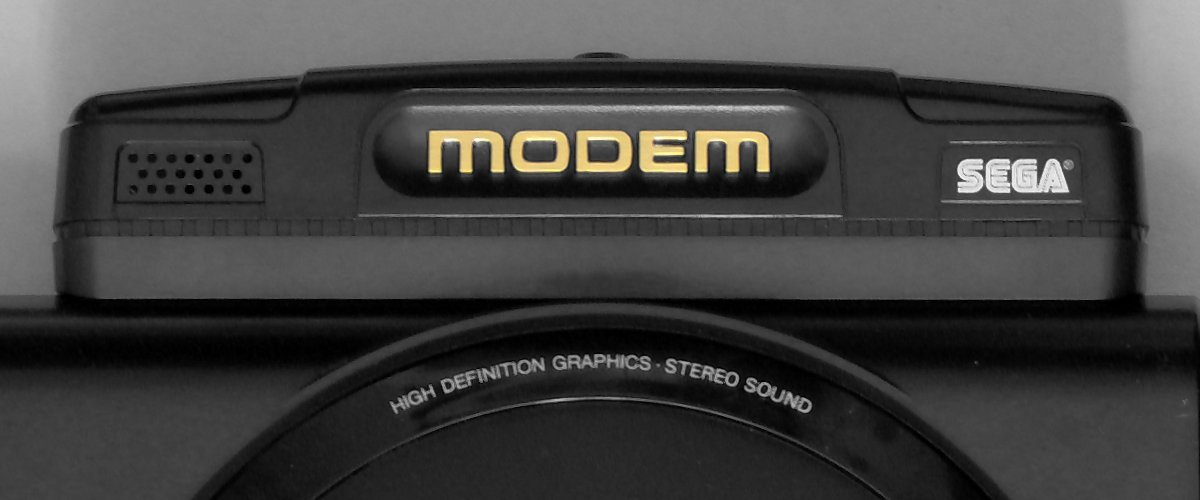
Periférico Sega Mega Modem, que permitia acesso ao serviço Meganet

O console de 16 bits da Sega, o Mega Drive, foi lançado no Japão em 29 de outubro de 1988, embora o lançamento tenha sido ofuscado pelo lançamento do Super Mario Bros. 3 pela Nintendo uma semana antes. A cobertura positiva das revistas Famitsu e Beep! ajudou a estabelecer uma sequência, mas a Sega só conseguiu enviar 400.000 unidades no primeiro ano. Para atrair um público maior, a Sega começou a trabalhar em um serviço de internet, semelhante ao que a Nintendo havia tentado com o Family Computer Network System para o Family Computer.
Lançado no Japão em 3 de novembro de 1990, a um custo de doze mil e oitocentos ienes (aproximadamente cem dólares) para o equipamento, bem como um adicional de oitocentos ienes mensais, o acesso começou ao serviço Meganet por meio do Mega Modem, um periférico que se conecta à porta EXT traseira de 9 pinos na parte traseira do console. Do modem, um cabo vai para um conector de porta dupla, que se conecta a uma linha telefônica. O Mega Modem também veio embalado com um cartucho que permitia acesso à biblioteca de jogos Meganet, e aproximadamente seis títulos estavam disponíveis no lançamento. Ele era capaz de velocidades de conexão de até 1200 bits/s. O serviço também foi anunciado na América do Norte sob o nome "Tele-Genesis" no Consumer Electronics Show de inverno (Winter CES) em janeiro de 1990, e anunciado em publicações como a Electronic Gaming Monthly, mas nunca foi lançado para a região.
Como outra forma de tentar expandir o público do Mega Drive no Japão, a Sega introduziu o Mega Anser, um sistema projetado para uso com o Nagoya Bank no Japão, em 1990. Empacotado como um sistema tudo-em-um incluindo um Mega Drive, Mega Modem, cartucho Mega Anser e teclado, o sistema permitia transações como consultas de saldo, transferências e informações de empréstimo. Inicialmente, era vendido a um custo de 34.000 ienes, incluindo o console doméstico, e uma versão com uma impressora adicional era vendida por 72.800 ienes.
Devido ao baixo número de títulos do sistema, ao preço proibitivamente alto e à falta de sucesso do Mega Drive no Japão, o sistema Meganet provou ser um fracasso comercial. Em 1992, o periférico Mega Modem podia ser encontrado em caixas de pechinchas a um preço reduzido, e uma versão remodelada do Mega Drive lançada em 1993 removeu completamente a porta EXT de 9 pinos, impedindo que o modelo mais novo fosse conectado ao serviço Meganet.
Em 1995, o serviço de internet Meganet foi lançado no Brasil. Seu foco principal na região era o e-mail, embora em 1996 o serviço fosse capaz de multijogador online, juntamente com recursos de bate-papo. Semelhante ao Mega Anser, um produto de banco internético também foi lançado para a região. O hardware e os serviços Meganet foram fornecidos pelo distribuidor da Sega na região, Tectoy.

## Recepção e legado
O feedback retrospectivo sobre o serviço Sega Meganet é misto, elogiando a iniciativa inicial de desenvolver jogos online para consoles de vídeo, mas criticando sua implementação por meio do uso de linhas telefônicas e problemas com a falta de desenvolvedores da Sega para o serviço. Adam Redsell da IGN comentou sobre os recursos básicos do serviço e, apesar de notar que a Meganet recebeu apenas alguns jogos, declarou "[I]sso é muito impressionante para 1990". Ele também observa a influência da Sega no desenvolvimento de jogos online, com o serviço Meganet como sua primeira tentativa, e credita o sucessor da Meganet, Sega Channel, por ajudar a espalhar a Internet de banda larga.
A rede de linhas telefônicas na qual a Meganet operava foi criticada por seus problemas logísticos em jogos online. De acordo com a Electronic Gaming Monthly, "Embora o modem TeleGenesis tenha sido anunciado, ele ainda não apareceu e a real utilidade de um dispositivo que é usado apenas para jogar com amigos pelas linhas telefônicas permanece questionável (ambos precisam ter o modem, as linhas telefônicas devem estar limpas, as contas telefônicas serão um problema se for uma chamada de longa distância, etc.)" Os mesmos problemas que atormentaram a Meganet sobre o uso de linhas telefônicas para conectividade com a Internet ressurgiriam mais tarde quando a Catapult Entertainment lançou o serviço XBAND em 1994.
Ken Horowitz da Sega-16 notou a relutância da Sega em se comprometer a lançar o serviço na América do Norte como parte do motivo de sua falta de títulos, observando: "As empresas provavelmente estavam esperando pela confirmação do lançamento do modem antes de começarem a se comprometer, e como o tempo atestou, poucas estavam esperando para prosseguir com o desenvolvimento à luz da atitude de 'esperar para ver' da Sega." Horowitz continuou a criticar essa questão como um problema que a Sega teria novamente com o 32X em 1994, afirmando: "A história se repetiria da maneira mais dura apenas cinco anos depois. As expectativas da Sega de suporte de terceiros para algo pelo qual ela demonstrou pouco entusiasmo eram totalmente irrealistas e, em última análise, significavam que nenhum jogo estaria no pipeline." O ex-chefe de pesquisa e desenvolvimento de hardware de console da Sega, Hideki Sato, afirmou que a Sega ganhou muito pouco dinheiro com as vendas do Mega Modem, mas que a Sega aprendeu com a experiência para desenvolver futuras oportunidades de rede para o Sega Saturn.